# Vittorio Zecchin
Vittorio Zecchin  né à Murano le 21 mai 1878 et mort dans cette même ville le 15 avril 1947 est un artiste italien représentant du style Liberty. Après avoir produit des peintures et des objets d'art très inspirés de Klimt et de Toorop, il développe une esthétique plus dépouillée dans des objets en verre soufflés qui trouvent leur inspiration dans la peinture de la Renaissance.

## Biographie

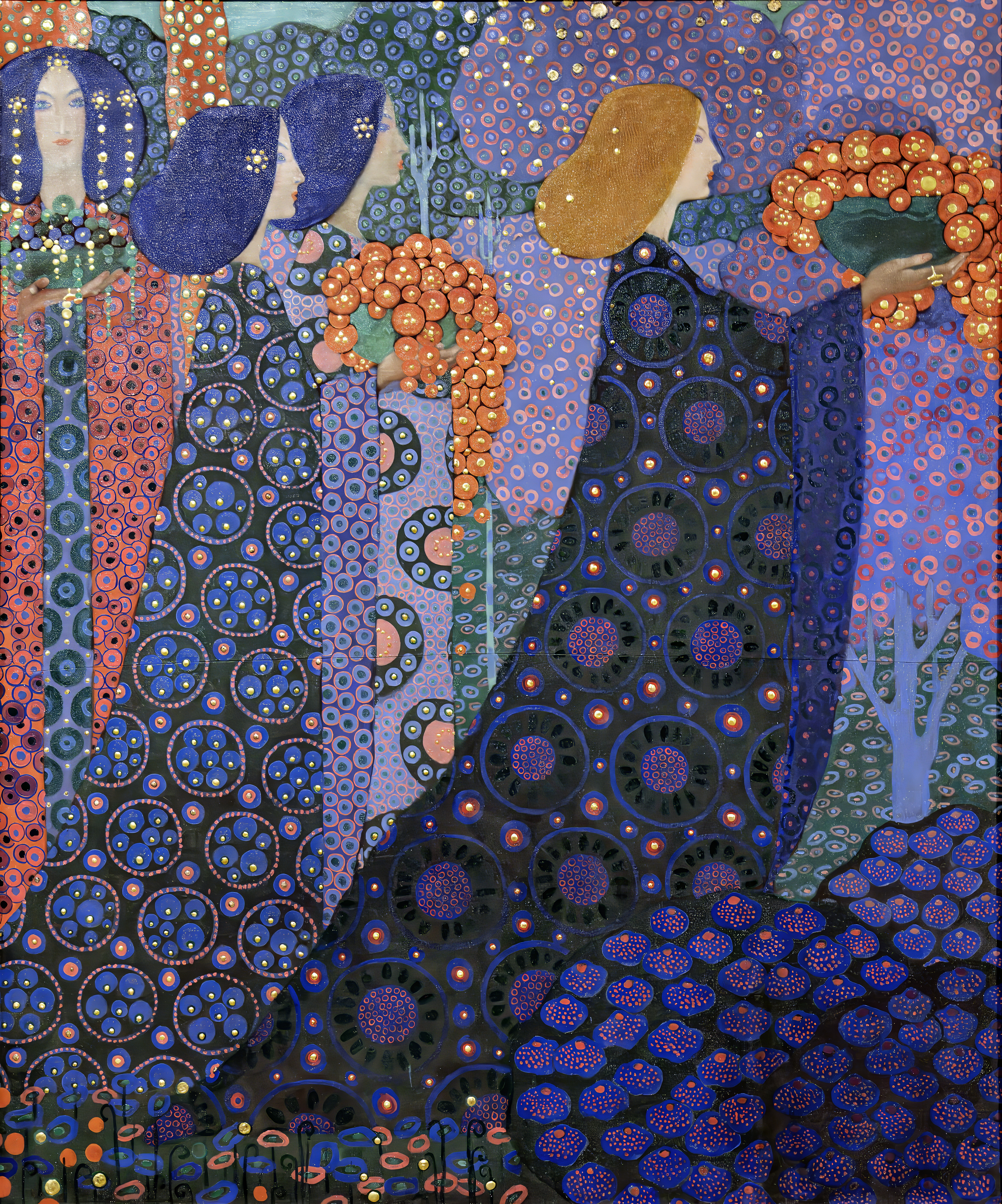
Cortège des princesses, c.1914, huile et platre doré sur toile, Ca' Pesaro

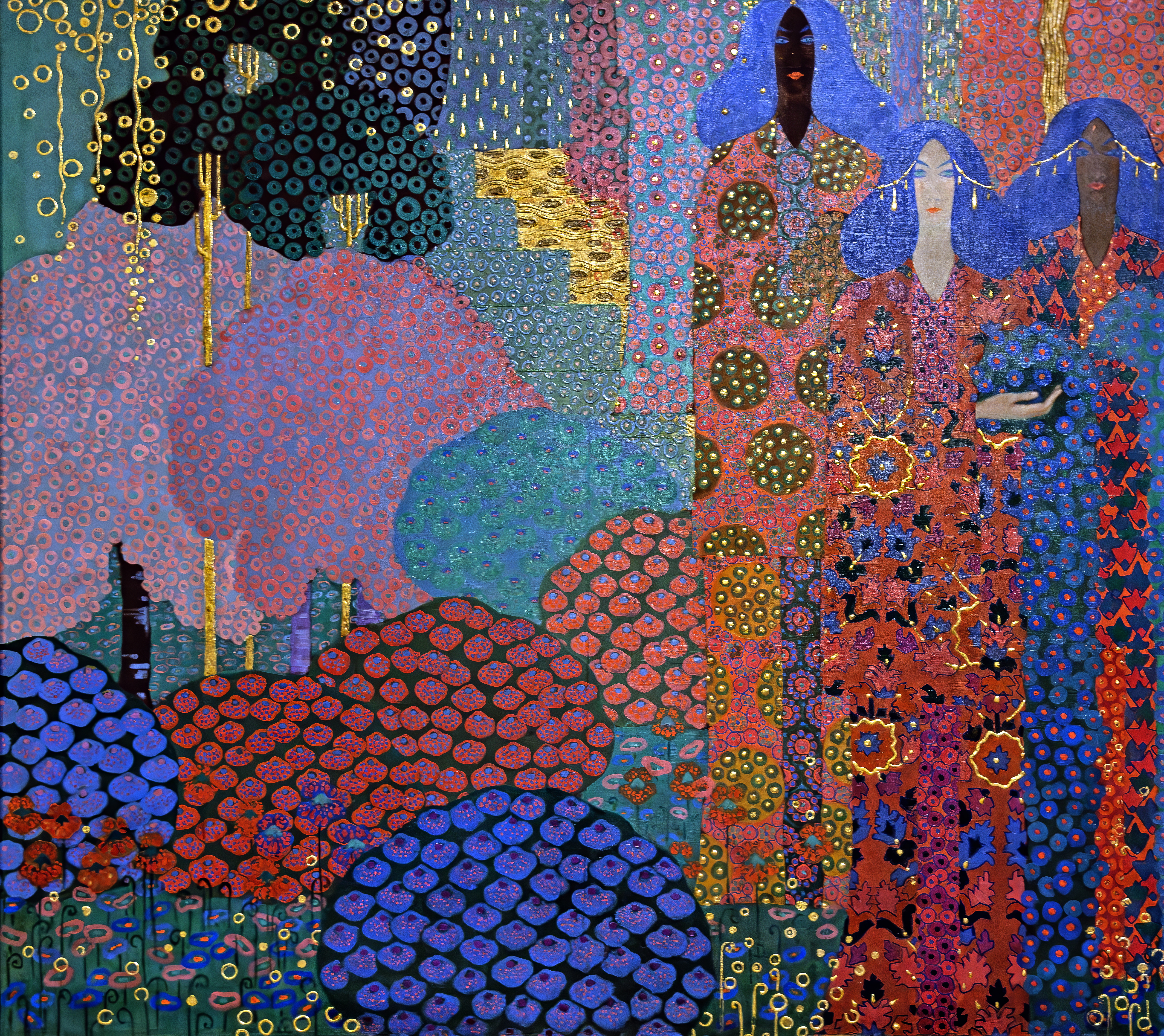
Les princesses dans le jardin, c.1914, huile et platre doré sur toile, Ca' Pesaro

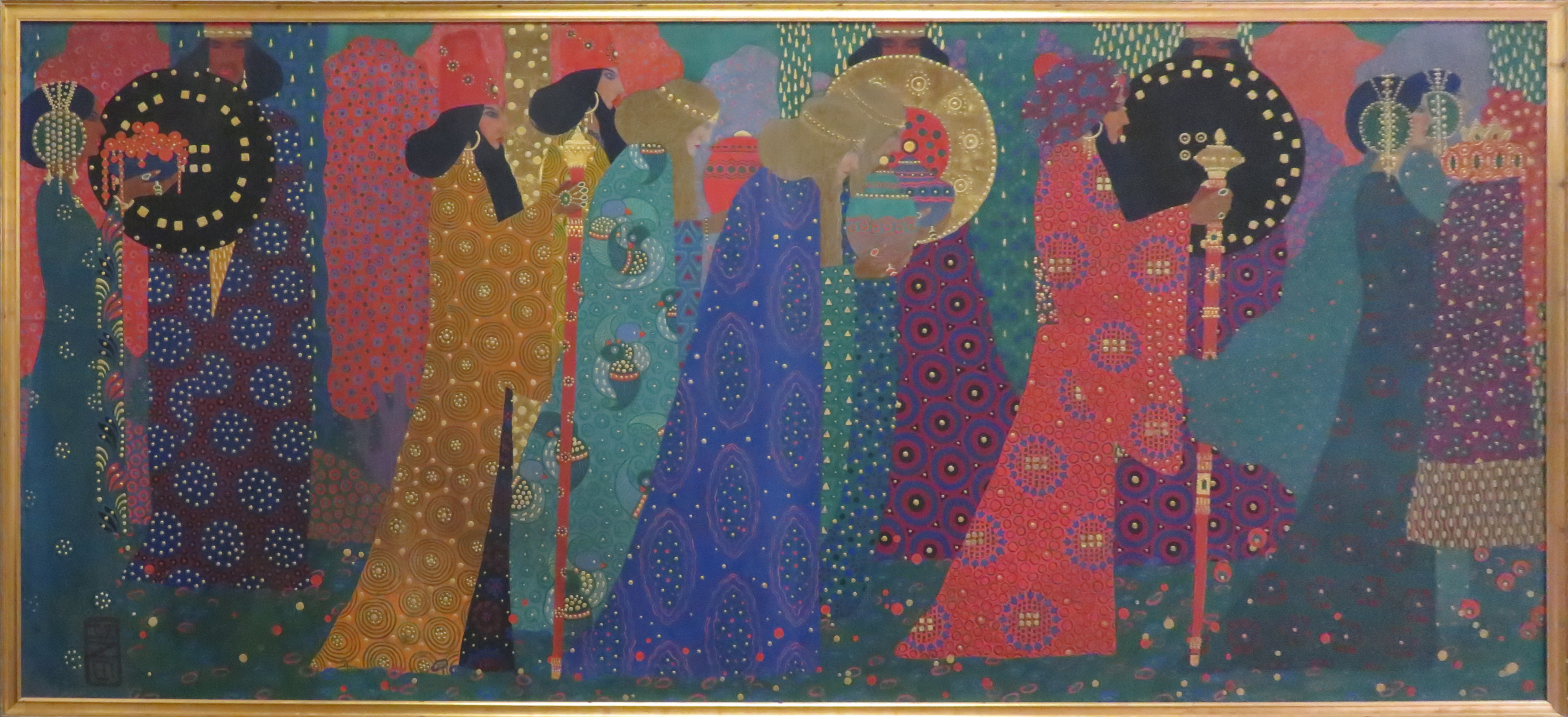
Le Mille e una notte, c.1914, huile et or sur toile, Paris, Musée d'Orsay.

Né le 21 mai 1878 à Murano, Vittorio Zecchin est le fils d'un souffleur de verre. Il étudie la peinture à l'Académie des Beaux-Arts de Venise et se montre critique à l'égard du style de salon développé par ses professeurs. 

### Un artiste inspiré par les avant-gardes
Zecchin préfère s'inspirer de modèles plus avant-gardistes tels que le hollandais Jan Toorop ou l'autrichien Gustav Klimt auxquels il emprunte les silhouettes graciles et les décors luxuriants. Il se lie d'amitié avec Teodoro Wolf Ferrari, un artiste formé à Munich et marqué tout comme lui par la Sécession viennoise ; il expose avec lui des peintures sur verre, plaques en mosaïque et des vases à décor de murrina (it) au Salon Windhager à Munich en 1913 puis en 1914,. En 1914, il se voit confier la décoration de l'Hôtel Terminus à Venise, c'est là qu'il réalise Le Mille e una notte, une série de 12 huiles sur toile fortement marquées par Klimt et par l'art byzantin, dont un panneau est aujourd'hui conservé au musée d'Orsay,. Durant la Première Guerre mondiale, il n'est pas mobilisé en raison de difficultés qu'il éprouve à marcher. C'est durant ces années qu'il élabore des tissus et des tapisseries en installant un atelier à Murano en 1916. Il fait appel à des brodeuses locales (it) et l'atelier se fait vite remarquer pour la qualité de sa production qui parvenait à imiter le coup de pinceau avec du fil brodé. Le poète Gabriele D'Annunzio se montre admiratif achète une tapisserie à Zecchin. En 1919, il expose ces créations textiles ainsi que des verres peints à la Ca' Pesaro, marqués à nouveau par l'influence de la Sécession Viennoise.
En 1920, il épouse Agnese Camozzo, ils ont deux enfants, Caterina et Giorgio.

### Une esthétique nouvelle

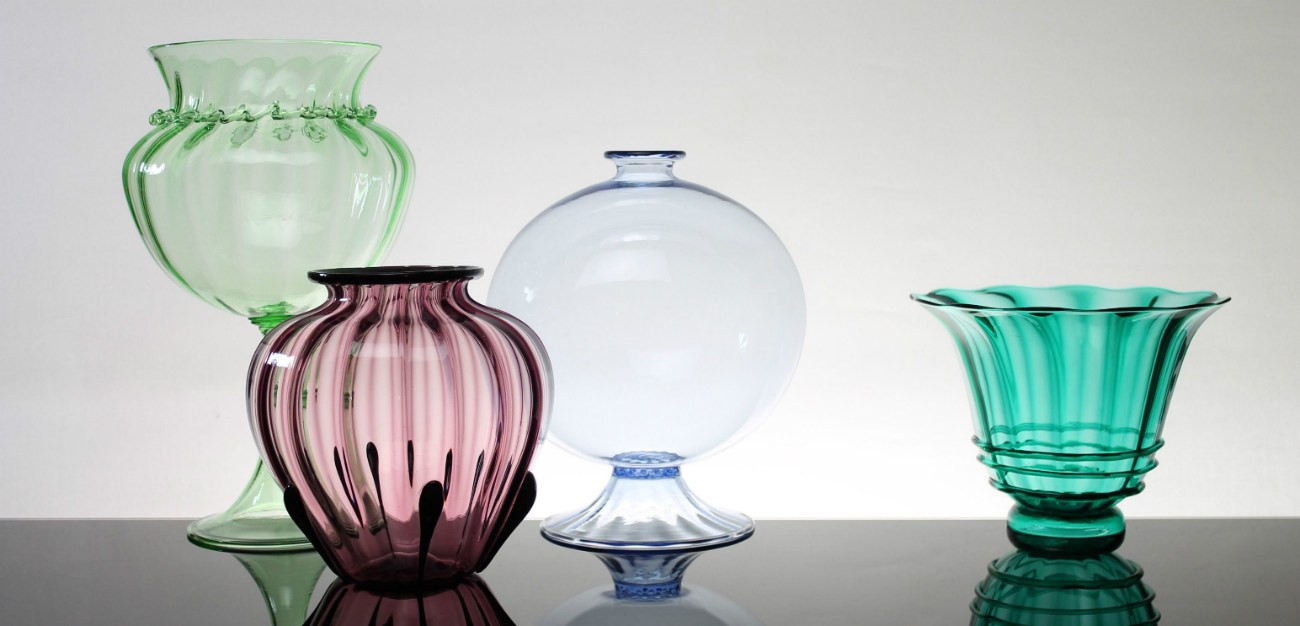
Vases dans le style que Zecchin adopte à partir de 1921

En 1921, l'antiquaire Giacomo Cappellin et l'avocat Paolo Venini fondent une verrerie appelée Vetri Soffiati Muranesi Cappellin Venini & C. et confient la direction artistique à Vittorio Zecchin. Zecchin y développe une nouvelle esthétique en abandonnant le murrine très présente jusqu'alors dans son travail ainsi que la peinture sur verre. Il en résulte des créations au décor dépouillé faites de formes simples dans un verre soufflé très fin. Il trouve son inspiration dans les vases représentés dans des tableaux du XVIe siècle tels que ceux de Holbein, Veronèse ou Tintoret. En 1925, la société disparaît en raison de désaccords entre les deux fondateurs et Zecchin suit Giacomo Capellin, il travaille pour lui pendant un an avant de se lancer à son compte. Il travaille ensuite pour diverses manufactures mais se retire peu à peu car le fascisme italien lui imposait le style Novecento.

### L'enseignement
À partir des années 30, Zecchin se tourne peu à peu vers l'enseignement. En 1931, il enseigne la broderie et l'art du verre dans des écoles de Venise, Murano et Burano. Il rédige également un ouvrage Lezioni di storia del vetro en 1934, qui synthétise ses connaissances acquises sur le travail du verre.
Il cesse toute activité artistique à partir des années 40, car il est atteint de la maladie de Parkinson. Il meurt le 15 avril 1947 à Murano.